# 皇家別墅
《皇家別墅》（韓語：시트콩 로얄빌라），是韓國JTBC自2013年7月15日起每週一晚間11點（KST）播出的一部情景喜劇。由《住在清潭洞》CP金鉐潤所領導的團隊拍攝，結合情境劇（시트콤）與短篇小說（콩트），以批判性的視角描述一群居民住在快要塌陷的皇家別墅裡的生活。

## 演出陣容

### 鬼魂與入住者
- 李炳鎮（朝鲜语：이병진）：失業10年
- 溫流：失業1年
- 吳楚姬：鬼魂

### 新世界
- 金炳萬
- 趙世豪
- 安允尚
- 張成奎（朝鲜语：장성규）
- 禹賢

### 沉默之家
- 李炳鎮（朝鲜语：이병진）：丈夫
- 申奉仙：妻子

### 城市獵人
- 李度妍
- 張恩惠
- 禹鉉

### 刑警23室
- 金炳萬：刑警
- 盧宇振：刑警
- 柳談：電視台PD

### 幸福的Old Boy
- 安內相：內相
- 李姃垠：正恩（內相的妻子）
- 姜恩瑩：恩芝（內相的女兒）
- 王載閔：載閔（內相的兒子）
- 李承勳：部長
- 黃裴振：崔代理
- 安尚佑：李代理
- 申世熙：金世熙

### 客串出演
- 顯祐
- Sehun、Chanyeol@EXO——大學人氣男 (第2集)
- 李相燁
- 金東炫 (第3集)
- 全炫茂 (第7集)

## 收視率
| 集數 | 播放日期      | AGB닐슨 收視 |
| 集數 | 播放日期      | 全國         |
| ---- | ------------- | ------------ |
| 1    | 2013年7月15日 | 0.686%       |
| 2    | 2013年7月22日 | 0.655%       |
| 3    | 2013年7月29日 | 0.504%       |
| 4    | 2013年8月5日  | 0.568%       |
| 5    | 2013年8月12日 | 0.750%       |
| 6    | 2013年8月19日 | 1.062%       |
| 7    | 2013年8月26日 | 0.732%       |
| 8    | 2013年9月2日  | 0.574%       |
| 9    | 2013年9月9日  | 0.381%       |
| 10   | 2013年9月16日 | -            |

## 腳註
1. ↑  溫流與女鬼同居談戀愛，JTBC TV暑假大戲《Royal Villa》精彩演出[永久]
2. ↑  .   [2013-06-30]. （原始内容存档于2013-12-26）.

## 外部連結
- 韓國JTBC